# Luís Díaz Alperi
|  | «Luis Díaz» redirigeix aquí. Vegeu-ne altres significats a «Luis Fernando Díaz». |

Luís Bernardo Díaz Alperi (Oviedo, Astúries, 1945) és un polític valencià d'origen asturià. La seva família es traslladà a Alacant quan ell tenia sis mesos. La seva tia és esposa d'Agatángelo Soler Llorca. Es graduà en peritatge mercantil a l'Escola de Comerç d'Alacant i va fer alguns estudis d'economia i màrqueting, que no va acabar.

## Carrera política
Treballà en diverses empreses privades i a la mort de Franco va militar inicialment en Reforma Democràtica i en el Partit Demòcrata Liberal de Joaquín Garrigues Walker, amb el qual es va integrar a la UCD, de la qual fou secretari provincial i candidat a les eleccions generals espanyoles de 1977, però no fou escollit.
A les eleccions municipals de 1979 fou escollit regidor de l'Ajuntament d'Alacant i president de la Diputació d'Alacant de 1979 a 1983. Després de l'ensulsiada de la UCD va deixar la política i treballà uns anys a empreses de construcció d'habitatges fins que el 1991 fou nomenat president de la Cambra Oficial de Comerç d'Alacant. El 1995 abandonà el càrrec per a presentar-se a les eleccions municipals i fou escollit alcalde d'Alacant dins les llistes del Partit Popular. Va renovar el càrrec a les eleccions de 1999 i 2003, aquest cop per majoria absoluta.
Entre els seus projectes més destacats es troben la Ciutat de la Llum, una indústria cinematogràfica, i el retornament del tramvia a la ciutat, però ha ignorat el valencià en la promoció turística de la ciutat. El 2008 va dimitir de l'alcaldia després de prendre la mesura polèmica de deixar sense paga als membres de l'oposició municipal i fou substituït per la regidora d'urbanisme, Sonia Castedo. La seua filla Elisa Díaz González va prendre possessió també com a diputada de les Corts Valencianes el 2009.
Fou també elegit diputat per Alacant a les eleccions a les Corts Valencianes de 2007. Poc després fou investigat pel Tribunal Superior de Justícia del País Valencià de prevaricació a favor del constructor Enrique Ortiz. Amb dos processos judicials al Tribunal Superior de Justícia de la Comunitat Valenciana (pendent de la data de judici en una causa per delicte fiscal i imputat en una de les peces del cas Brugal), el 9 d'abril de 2014 renuncia al seu escó a les Corts Valencianes, adduint raons personals i de salut.

## Corrupció política

### Cas Brugal
L'1 d'octubre de 2012, el jutge d'instrucció del Tribunal Superior de Justícia de la Comunitat Valenciana imputa Luis Díaz Alperi els presumptes delictes de revelació d'informació privilegiada facilitada per autoritat, tràfic d'influències i suborn. És citat per declarar el dia 19 d'octubre.

### Delictes fiscals i suborn impropi
El 14 de març de 2013, la Fiscalia presentà una denúncia davant el Tribunal Superior de Justícia de la Comunitat Valenciana contra Luís Bernardo Díaz Alperi per tres delictes fiscals.
El 13 de desembre de 2013, el jutge instructor processa Luís Bernardo Díaz Alperi, acusat de tres delictes contra la Hisenda Pública i suborn impropi. Dona així per finalitzada la fase d'instrucció i acorda incoar procediment abreujat contra Luís Bernardo Díaz Alperi i tres empresaris: Antonio Moreno, Antonio Solana i Javier Palacio. El jutge ha transmès les diligències al Ministeri Fiscal i a l'acusació (l'Advocacia General en representació de l'Agència Tributària) perquè sol·liciten l'obertura del judici oral. L'aute imposa a Luís Bernardo Díaz Alperi una fiança d'1.400.000 euros per responsabilitat civil.
El 2 de gener de 2014, Luís Bernardo Díaz Alperi recorre l'aute de processament contra ell.
L'1 de març de 2014, el Tribunal Superior de Justícia de la Comunitat Valenciana dicta aute d'obertura de judici oral contra Luís Bernardo Díaz Alperi, acusat de tres delictes fiscals i de suborn impropi, i per a qui la Fiscalia demana 9 anys i 9 mesos de presó.